# Столоначальник
Столонача́льник (дословно чиновник стола) — в 1811—1917 должностное лицо, возглавлявшее так называемый стол — низшую структурную часть центральных и местных государственных учреждений. Как правило, он был чиновником VII класса (Надворный советник). Официальное обращение: «Ваше высокоблагородие».
Должность столоначальника была введена в манифесте об «Общем учреждении министерств» от 25 июня (7 июля) 1811 года (при определении состава департаментов). В приказах, которые и были заменены министерствами, примерным аналогом должности являлся начальник повытья, потому и в XIX веке столоначальников иногда называли повытчиками. Первоначально служащие «в столе» чиновники действительно работали за одним длинным столом, место в торце которого занимал столоначальник, однако впоследствии наименование подразделения (и чиновника, им управляющего) потеряло связь с предметом мебели.
Эти чиновники являлись основной деталью бюрократического аппарата (известно высказывание Николая I о том, что страной управляет не он, а столоначальники). При этом жалование они получали достаточно скромное, особенно в провинции (в 1820-е годы высший оклад столоначальника губернского правления составлял 33 руб., что было примерно в десять раз меньше, чем оклад губернаторов), что провоцировало столоначальников на получение взяток и различные злоупотребления (например, известен случай, когда начальники гражданского и уголовного столов суда одного из уездных городов каждую неделю менялись местами, поскольку чиновники гражданского стола получали немалые деньги от просителей). Кроме того, порой столоначальник распоряжался всеми взятками, поступавшими в его подразделение (чиновник Кисельников из пьесы «Пучина» А. Н. Островского жаловался, что «по субботам столоначальник делит доходы с просителей, да я посмирнее, так обделяет»).
Столоначальникам подчинялись помощники столоначальника (в некоторых учреждениях называемые младшими столоначальниками).